# PH-meter
Et pH-meter er et elektronisk instrument til at måle pH i væsker ved hjælp af en pH-elektrode.
| Artikelstump | Spire Denne artikel om måleinstrumenter er en spire som bør udbygges. Du er velkommen til at hjælpe Wikipedia ved at udvide den. |